# Campeonato Mineiro de Voleibol Masculino de 2022
O Campeonato Mineiro de Voleibol Masculino de 2022 foi a edição desta competição organizada pela Federação Mineira de Vôlei. Participam do torneio quatro equipes provenientes dos municípios mineiros Belo Horizonte, Contagem, Montes Claros, Uberlândia, Araguari e Pouso Alegre, além de uma equipe convidada de Taguatinga. A primeira classificatória no período de 13 de setembro a 10 de outubro, todos os jogos realizados em vários estádios, na fase classificatória : Tancredo Neves, Ginásio Poliesportivo do Riacho, Arena UniBH, Ginásio Poliesportivo Raul Belém, Ginásio General Mário Brum,  Ginásio Olympico Club.

## Sistema de Disputa
O torneio será disputado em fase classificatória, oito equipes se  enfrentam ao final desta se define os quatro semifinalistas que cujas equipes disputarão o terceiro lugar e a grande final, o mando de quadra na fase final será do time que alcançar a primeira posição na fase classificatória.

## Equipes Participantes
Equipes que disputam a Campeonato Mineiro de Voleibol Masculino de 2022.:
| Equipe                                   | Cidade         | Última participação | Mineiro 2021 |
| ---------------------------------------- | -------------- | ------------------- | ------------ |
| Sada Cruzeiro                            | Contagem       | Mineiro 2021        | 1º           |
| Itambé/Minas Tênis Clube                 | Belo Horizonte | Mineiro 2021        | 2º           |
| Montes Claros América Vôlei              | Montes Claros  | Mineiro 2021        | 3º           |
| Monte Carmelo /Gabarito Uberlândia       | Uberlândia     | Mineiro 2021        | 5º           |
| Brasília Vôlei                           | Taguatinga     | Mineiro 2021        | 4º           |
| Olympico/Blumenau                        | Belo Horizonte | Mineiro 2021        | 6º           |
| Café Vasconcelos/Imepac/Aracoop/Araguari | Araguari       | Mineiro 2021        | 7º           |
| FAE/Osasco/Pouso Alegre                  | Pouso Alegre   | -                   | estreante    |

### Classificação
- Vitória por 3 sets a 0 ou 3 a 1: 3 pontos para o vencedor;
- Vitória por 3 sets a 2: 2 pontos para o vencedor e 1 ponto para o perdedor.
- Não comparecimento, a equipe perde 2 pontos.
- Em caso de igualdade por pontos, os seguintes critérios servem como desempate: número de vitórias, média de sets e média de pontos.

## Fase classificatória
|     |                             |     | Jogos | Jogos | Jogos | Resultados | Resultados | Resultados | Resultados | Resultados | Resultados | Sets | Sets | Sets   | Pontos | Pontos | Pontos |
| Pos | Equipe                      | Pts | T     | V     | D     | 3–0        | 3–1        | 3–2        | 2–3        | 1–3        | 0–3        | V    | P    | R      | V      | P      | R      |
| --- | --------------------------- | --- | ----- | ----- | ----- | ---------- | ---------- | ---------- | ---------- | ---------- | ---------- | ---- | ---- | ------ | ------ | ------ | ------ |
| 1   | Sada Cruzeiro               | 21  | 7     | 7     | 0     | 6          | 1          | 0          | 0          | 0          | 0          | 21   | 1    | 21,000 | 549    | 412    | 1.333  |
| 2   | Minas Tênis Clube           | 18  | 7     | 6     | 1     | 4          | 2          | 0          | 0          | 0          | 1          | 18   | 5    | 3.600  | 556    | 481    | 1.156  |
| 3   | Café Vasconcelos/Araguari   | 13  | 7     | 4     | 3     | 4          | 0          | 0          | 1          | 0          | 2          | 14   | 9    | 1.556  | 541    | 507    | 1.067  |
| 4   | Olympico/Blumenau           | 12  | 7     | 4     | 3     | 3          | 1          | 0          | 0          | 1          | 2          | 13   | 10   | 1.300  | 492    | 518    | 0.950  |
| 5   | Montes Claros América Vôlei | 9   | 7     | 3     | 4     | 0          | 3          | 0          | 0          | 0          | 4          | 9    | 15   | 0.600  | 563    | 571    | 0.986  |
| 6   | Gabarito/Monte Carmelo      | 5   | 7     | 2     | 5     | 1          | 0          | 1          | 0          | 4          | 1          | 10   | 17   | 0.588  | 619    | 643    | 0.963  |
| 7   | Brasília Vôlei              | 3   | 7     | 1     | 6     | 1          | 0          | 0          | 0          | 1          | 5          | 4    | 18   | 0.222  | 383    | 444    | 0.863  |
| 8   | FAE/Osasco/Pouso Alegre     | 3   | 7     | 1     | 6     | 1          | 0          | 0          | 0          | 1          | 5          | 4    | 18   | 0.222  | 408    | 488    | 0.836  |

Resultados
| 13 de setembro de 2022 20:00 Relatório | Sada Cruzeiro | 3 — 0             | FAE/Osasco | Ginásio Poliesportivo do Riacho, Contagem |
| 13 de setembro de 2022 20:00 Relatório | 25            | Set 1 Set 2 Set 3 | 13 17 14   | Ginásio Poliesportivo do Riacho, Contagem |

| 14 de setembro de 2022 19:00 Relatório | Minas Tênis Clube | 3 — 0             | FAE/Osasco | Arena UniBH |
| 14 de setembro de 2022 19:00 Relatório | 25                | Set 1 Set 2 Set 3 | 17 14 18   | Arena UniBH |

| 15 de setembro de 2022 20:00 Relatório | FAE/Osasco | 3 — 0             | Gabarito/Monte Carmelo | Ginásio Poliesportivo do Riacho, Contagem |
| 15 de setembro de 2022 20:00 Relatório | 25         | Set 1 Set 2 Set 3 | 22                     | Ginásio Poliesportivo do Riacho, Contagem |

| 16 de setembro de 2022 20:00 Relatório | Sada Cruzeiro | 3 — 0             | Montes Claros América Vôlei | Ginásio Poliesportivo do Riacho, Contagem |
| 16 de setembro de 2022 20:00 Relatório | 25 28 25      | Set 1 Set 2 Set 3 | 21 26 23                    | Ginásio Poliesportivo do Riacho, Contagem |

| 17 de setembro de 2022 20:00 Relatório | Minas Tênis Clube | 3 — 1                   | Gabarito/Monte Carmelo | Arena UniBH, Belo Horizonte |
| 17 de setembro de 2022 20:00 Relatório | 25 21 25          | Set 1 Set 2 Set 3 Set 4 | 18 25 17 20            | Arena UniBH, Belo Horizonte |

| 20 de setembro de 2022 19:00 Relatório | Minas Tênis Clube | 3 — 0             | Café Vasconcelos/Araguari | Arena UniBH, Belo Horizonte |
| 20 de setembro de 2022 19:00 Relatório | 25                | Set 1 Set 2 Set 3 | 19 22 19                  | Arena UniBH, Belo Horizonte |

| 20 de setembro de 2022 20:00 Relatório | Sada Cruzeiro | 3 — 1                   | Gabarito/Monte Carmelo | Ginásio Poliesportivo do Riacho, Contagem |
| 20 de setembro de 2022 20:00 Relatório | 25 21 25      | Set 1 Set 2 Set 3 Set 4 | 23 25 19 17            | Ginásio Poliesportivo do Riacho, Contagem |

| 23 de setembro de 2022 19:30 Relatório | Café Vasconcelos/Araguari | 3 — 0             | Montes Claros América Vôlei | Ginásio General Mário Brum, Araguari |
| 23 de setembro de 2022 19:30 Relatório | 27 25 29                  | Set 1 Set 2 Set 3 | 25 23 27                    | Ginásio General Mário Brum, Araguari |

| 24 de setembro de 2022 18:00 Relatório | Gabarito/Monte Carmelo | 1 — 3                   | Montes Claros América Vôlei | Ginásio Poliesportivo Raul Belém, Monte Carmelo |
| 24 de setembro de 2022 18:00 Relatório | 34 21 25 21            | Set 1 Set 2 Set 3 Set 4 | 36 25 21 25                 | Ginásio Poliesportivo Raul Belém, Monte Carmelo |

| 25 de setembro de 2022 19:30 Relatório | Café Vasconcelos/Araguari | 3 — 0             | Brasília Vôlei | Ginásio General Mário Brum, Araguari |
| 25 de setembro de 2022 19:30 Relatório | 25                        | Set 1 Set 2 Set 3 | 19 17          | Ginásio General Mário Brum, Araguari |

| 26 de setembro de 2022 19:00 Relatório | Gabarito/Monte Carmelo | 3 — 0             | Brasília Vôlei | Ginásio Poliesportivo Raul Belém, Monte Carmelo |
| 26 de setembro de 2022 19:00 Relatório | 25                     | Set 1 Set 2 Set 3 | 20 18 21       | Ginásio Poliesportivo Raul Belém, Monte Carmelo |

| 28 de setembro de 2022 19:00 Relatório | Gabarito/Monte Carmelo | 1 — 3                   | Olympico/Blumenau | Ginásio Poliesportivo Raul Belém, Monte Carmelo |
| 28 de setembro de 2022 19:00 Relatório | 31 22 23               | Set 1 Set 2 Set 3 Set 4 | 29 25             | Ginásio Poliesportivo Raul Belém, Monte Carmelo |

| 28 de setembro de 2022 19:30 Relatório | Montes Claros América Vôlei | 3 — 1                   | Brasília Vôlei | Ginásio Poliesportivo Presidente Tancredo Neves, Montes Claros |
| 28 de setembro de 2022 19:30 Relatório | 23 25                       | Set 1 Set 2 Set 3 Set 4 | 25 19 18       | Ginásio Poliesportivo Presidente Tancredo Neves, Montes Claros |

| 29 de setembro de 2022 19:00 Relatório | Café Vasconcelos/Araguari | 3 — 0             | Olympico/Blumenau | Ginásio General Mário Brum, Araguari |
| 29 de setembro de 2022 19:00 Relatório | 25                        | Set 1 Set 2 Set 3 | 19 22 21          | Ginásio General Mário Brum, Araguari |

| 29 de setembro de 2022 18:00 Relatório | Minas Tênis Clube | 3 — 0             | Brasília Vôlei | Arena UniBH, Belo Horizonte |
| 29 de setembro de 2022 18:00 Relatório | 25                | Set 1 Set 2 Set 3 | 21 18 17       | Arena UniBH, Belo Horizonte |

| 1 de outubro de 2022 19:00 Relatório | Olympico/Blumenau | 0 — 3             | Sada Cruzeiro | Olympico Club (Belo Horizonte), Belo Horizonte |
| 1 de outubro de 2022 19:00 Relatório | 13 17 19          | Set 1 Set 2 Set 3 | 25            | Olympico Club (Belo Horizonte), Belo Horizonte |

| 1 de outubro de 2022 19:30 Relatório | Montes Claros América Vôlei | 0 — 3             | Minas Tênis Clube | Ginásio Poliesportivo Presidente Tancredo Neves, Montes Claros |
| 1 de outubro de 2022 19:30 Relatório | 22 13 24                    | Set 1 Set 2 Set 3 | 25 26             | Ginásio Poliesportivo Presidente Tancredo Neves, Montes Claros |

| 4 de outubro de 2022 18:00 Relatório | Café Vasconcelos/Araguari | 3 — 0             | FAE/Osasco | Ginásio General Mário Brum, Araguari |
| 4 de outubro de 2022 18:00 Relatório | 25                        | Set 1 Set 2 Set 3 | 16 21 13   | Ginásio General Mário Brum, Araguari |

| 4 de outubro de 2022 20:00 Relatório | Sada Cruzeiro | 3 — 0             | Brasília Vôlei | Ginásio Poliesportivo do Riacho, Contagem |
| 4 de outubro de 2022 20:00 Relatório | 25            | Set 1 Set 2 Set 3 | 17 19          | Ginásio Poliesportivo do Riacho, Contagem |

| 5 de outubro de 2022 17:00 Relatório | Brasília Vôlei | 3 — 0             | FAE/Osasco | Ginásio Poliesportivo do Riacho, Contagem |
| 5 de outubro de 2022 17:00 Relatório | 25             | Set 1 Set 2 Set 3 | 22 18 16   | Ginásio Poliesportivo do Riacho, Contagem |

| 5 de outubro de 2022 18:00 Relatório | Café Vasconcelos/Araguari | 0 — 3             | Sada Cruzeiro | Ginásio General Mário Brum, Araguari |
| 5 de outubro de 2022 18:00 Relatório | 19 20                     | Set 1 Set 2 Set 3 | 25            | Ginásio General Mário Brum, Araguari |

| 5 de outubro de 2022 19:00 Relatório | Minas Tênis Clube | 3 — 1                   | Olympico/Blumenau | Arena UniBH, Belo Horizonte |
| 5 de outubro de 2022 19:00 Relatório | 20 25 33 26       | Set 1 Set 2 Set 3 Set 4 | 25 22 31 24       | Arena UniBH, Belo Horizonte |

| 6 de outubro de 2022 20:00 Relatório | Brasília Vôlei | 0 — 3             | Olympico/Blumenau | Ginásio Poliesportivo do Riacho, Contagem |
| 6 de outubro de 2022 20:00 Relatório | 22 21 17       | Set 1 Set 2 Set 3 | 25                | Ginásio Poliesportivo do Riacho, Contagem |

| 7 de outubro de 2022 19:30 Relatório | Montes Claros América Vôlei | 3 — 1                   | FAE/Osasco  | Ginásio Poliesportivo Presidente Tancredo Neves, Montes Claros |
| 7 de outubro de 2022 19:30 Relatório | 25 22 25                    | Set 1 Set 2 Set 3 Set 4 | 23 14 25 20 | Ginásio Poliesportivo Presidente Tancredo Neves, Montes Claros |

| 8 de outubro de 2022 16:00 Relatório | Olympico/Blumenau | 3 — 0             | FAE/Osasco | Olympico Club (Belo Horizonte), Belo Horizonte |
| 8 de outubro de 2022 16:00 Relatório | 25                | Set 1 Set 2 Set 3 | 20 15 17   | Olympico Club (Belo Horizonte), Belo Horizonte |

| 8 de outubro de 2022 19:00 Relatório | Sada Cruzeiro | 3 — 0             | Minas Tênis Clube | Ginásio Poliesportivo do Riacho, Contagem |
| 8 de outubro de 2022 19:00 Relatório | 25            | Set 1 Set 2 Set 3 | 19 22 14          | Ginásio Poliesportivo do Riacho, Contagem |

| 9 de outubro de 2022 16:00 Relatório | Montes Claros América Vôlei | 0 — 3             | Olympico/Blumenau | Ginásio Poliesportivo Presidente Tancredo Neves, Montes Claros |
| 9 de outubro de 2022 16:00 Relatório | 22 16                       | Set 1 Set 2 Set 3 | 25                | Ginásio Poliesportivo Presidente Tancredo Neves, Montes Claros |

| 12 de outubro de 2022 17:00 Relatório | Gabarito/Monte Carmelo | 3 — 2                         | Café Vasconcelos/Araguari | Ginásio Poliesportivo Raul Belém, Monte Carmelo |
| 12 de outubro de 2022 17:00 Relatório | 27 25 23 25 15         | Set 1 Set 2 Set 3 Set 4 Set 5 | 29 23 25 18 12            | Ginásio Poliesportivo Raul Belém, Monte Carmelo |

## Fase final
- Todos os jogos no horário do Brasil.
- Local: A definir

|  | Semifinais                | Semifinais            |   |                           | Final                 | Final |  |
|  |                           |                       |   |                           |                       |       |  |
|  | 14 de outubro - 17ː30     |                       |   |                           |                       |       |  |
|  | Minas Tênis Clube         | 3                     |   |                           |                       |       |  |
|  | Café Vasconcelos/Araguari | 0                     |   |                           |                       |       |  |
|  |                           |                       |   |                           |                       |       |  |
|  |                           |                       |   |                           | 15 de outubro - 19ː00 |       |  |
|  |                           |                       |   |                           | Minas Tênis Clube     | 0     |  |
|  |                           | Sada Cruzeiro         | 3 |                           |                       |       |  |
|  |                           |                       |   |                           |                       |       |  |
|  |                           |                       |   |                           |                       |       |  |
|  |                           |                       |   |                           | Terceiro lugar        |       |  |
|  | 14 de outubro - 20ː00     | 14 de outubro - 20ː00 |   | 15 de outubro - 16ː30     | 15 de outubro - 16ː30 |       |  |
|  | Sada Cruzeiro             | 3                     |   | Café Vasconcelos/Araguari | 1                     |       |  |
|  | Olympico/Blumenau         | 0                     |   |                           | Olympico/Blumenau     | 3     |  |

### Semifinal
| 14 de outubro de 2022 18:00 Relatório | Minas Tênis Clube | 3 — 0             | Café Vasconcelos/Araguari | Ginásio Poliesportivo do Riacho, Contagem |
| 14 de outubro de 2022 18:00 Relatório | 25 31             | Set 1 Set 2 Set 3 | 22 21 29                  | Ginásio Poliesportivo do Riacho, Contagem |

| 14 de outubro de 2022 20:00 Relatório | Sada Cruzeiro | 3 — 0             | Olympico/Blumenau | Ginásio Poliesportivo do Riacho, Contagem |
| 14 de outubro de 2022 20:00 Relatório | 25            | Set 1 Set 2 Set 3 | 17 21 16          | Ginásio Poliesportivo do Riacho, Contagem |

### Terceiro lugar
| 15 de outubro de 2022 16:30 Relatório | Café Vasconcelos/Araguari | 1 — 3                   | Olympico/Blumenau | Ginásio Poliesportivo do Riacho, Contagem |
| 15 de outubro de 2022 16:30 Relatório | 20 17 25 22               | Set 1 Set 2 Set 3 Set 4 | 25 15 25          | Ginásio Poliesportivo do Riacho, Contagem |

### Final
| [15 de outubro]] de 2022 19:00 Relatório | Minas Tênis Clube | 0 — 3             | Sada Cruzeiro | Ginásio Poliesportivo do Riacho, Contagem |
| [15 de outubro]] de 2022 19:00 Relatório | 23 18 26          | Set 1 Set 2 Set 3 | 25 28         | Ginásio Poliesportivo do Riacho, Contagem |

## Classificação final
| Classficação | Equipe                      |
| ------------ | --------------------------- |
| 1            | Sada Cruzeiro               |
| 2            | Minas Tênis Clube           |
| 3            | Olympico/Blumenau           |
| 4            | Café Vasconcelos/Araguari   |
| 5            | Montes Claros América Vôlei |
| 6            | Gabarito/Monte Carmelo      |
| 7            | Brasília Vôlei              |
| 8            | FAE/Osasco/Pouso Alegre     |

## Premiações
| Campeonato Mineiro de 2022               |
| ---------------------------------------- |
| Sada Cruzeiro Vôlei Campeão (14º título) |